# Пицути (Фрозиноне)
Пицути је насеље у Италији у округу Фрозиноне, региону Лацио.
Према процени из 2011. у насељу је живело 101 становника. Насеље се налази на надморској висини од 165 м.